# Marie Davidson
Marie Davidson est une musicienne canadienne originaire de Montréal. Elle a publié des disques en solo. Elle est aussi membre du duo Essaie Pas et a joué dans le groupe Les Momies de Palerme. 

## Biographie
Son premier album Perte d'identité sort en 2014. En 2015 elle publie Un Autre Voyage. Adieux au dancefloor sort en 2016 sur le label Cititrax, une subdivision de Minimal Wave. En 2018 elle publie son quatrième album solo baptisé Working Class Woman. Celui-ci se retrouvera sur la courte liste du prix de musique Polaris en 2019. Elle remporte aussi le prix de l'album électronique de l'année au GAMIQ en 2019.
Davidson lance son cinquième album solo, City of Clowns, en 2025, lequel figure sur la courte liste du Prix de musique Polaris 2025.

## Discographie

### Albums studio
- 2014 - Perte d'identité
- 2015 - Un autre voyage
- 2016 - Adieux au dancefloor
- 2018 - Working Class Woman
- 2025 - City of Clowns

### Collaborations
avec L'oeil Nu
- 2020 - Renegade Breakdown